# Chungkingichthys
Chungkingichthys is een geslacht van uitgestorven straalvinnige beenvissen dat behoort tot de Ptycholepiformes. Het leefde in het Midden-Jura (ongeveer 170 - 165 miljoen jaar geleden) en zijn fossiele overblijfselen zijn gevonden in China.

## Beschrijving
Deze vis kon meer dan dertig centimeter lang worden en had een slank, spoelvormig lichaam met een nogal stompe snuit. De staartvin was diep gevorkt. Het schedelgewelf was breed en vlak vergeleken met dat van de verwante Ptycholepis. De supraorbitale, infraorbitale, nasale en postrostrale botten waren vergelijkbaar met die van Ptycholepis. De onderkaak was lang en strekte zich uit van de eerste branchiostegale straal tot de punt van de snuit. De buitenste botten van de schedel waren versierd met prominente toppen van ganoïne. De borstvinnen waren vrij groot, terwijl de bekken klein waren met dicht bij elkaar staande lepidotrichi. De anaalvin was groot en driehoekig, met een lange basis. De rugvin leek waarschijnlijk op de anaalvin. De geschubde lob van de staart was vrij lang. De schubben die het lichaam bedekten waren dik, iets langer dan breed en erg langwerpig in het ventrale en dorsale gebied. De schalen scharnieren met elkaar als een kogelgewricht. De versiering van de schubben bestond uit schuin lopende striae van ruwe ganoïna.

## Classificatie
Chungkingichthys tachuensis werd voor het eerst beschreven in 1974, op basis van goed bewaarde fossiele overblijfselen uit de Chinese provincie Sichuan. Deze vis was een vertegenwoordiger van de Ptycholepiformes, een groep beenvissen die waarschijnlijk behoren tot de Chondrostei, typisch voor het Mesozoïcum. Chungkingichthys is met name het gelijknamige geslacht van de familie Chungkingichthyidae.